# Marca Hispánica

El concepto de Marca hispánica en el año 814.

Mapa de los distintos reinos en la península ibérica sobre el año 910 d. C.

Mapa de los distintos reinos en la península ibérica sobre el año 1000 d. C.

Los reinos cristianos y los reinos de Taifas, año 1030.

La Marca Hispánica era el concepto geográfico del territorio comprendido entre la frontera político-militar del Imperio carolingio con al-Ándalus al sur de los Pirineos, en la península ibérica, desde finales del siglo VIII en donde existieron diversos reinos y condados que hasta finales del IX tuvieron relación política con el Imperio carolingio.
Fue una zona colchón creada por Carlomagno en 795 más allá de la antigua provincia de Septimania del desaparecido reino visigodo de Toledo, como una barrera defensiva entre los omeyas de al-Ándalus y el Imperio Carolingio franco (ducado de Gascuña, ducado de Aquitania y la Septimania carolingia). A diferencia de otras marcas carolingias, la Marca Hispánica no tenía una estructura administrativa unificada propia.
Tras la conquista musulmana de Hispania, los carolingios intervinieron en el noreste peninsular a fines del siglo VIII, con el apoyo de la población autóctona de las montañas. La dominación franca se hizo efectiva entonces más al sur tras la conquista de Gerona (785) y Barcelona (801). La llamada «Marca Hispánica» quedó integrada por condados dependientes de los monarcas carolingios a principios del siglo IX. Para gobernar estos territorios, los reyes francos designaron condes, unos de origen franco y otros autóctonos, según criterios de eficacia militar en la defensa de las fronteras y de lealtad y fidelidad a la corona.
El territorio ganado a los musulmanes se configuró como la Marca Hispánica, en contraposición a la Marca Superior andalusí, e iba de Pamplona hasta Barcelona. De todos los condados, los que alcanzaron mayor protagonismo fueron los de Pamplona, constituido en el primer cuarto del siglo IX en reino; Aragón, constituido en condado independiente en 828; Urgel, importante sede episcopal y condado con dinastía propia desde 815; y el condado de Barcelona, que con el tiempo se convirtió en hegemónico sobre sus vecinos de Ausona y Gerona.

## Contexto geográfico
La población local de las marcas era diversa[cita requerida], incluyendo grupos montañeses autóctonos, íberos, hispanorromanos, vascones, celtas, bereberes, judíos, árabes y godos que fueron conquistados o aliados de los dominadores islámicos o francos. Con el paso del tiempo, los jefes y las poblaciones se hicieron autónomos y reclamaron su independencia. El área y su composición étnica cambiaba según la fortuna de los imperios y las ambiciones feudales de los condes y valíes elegidos para administrar las comarcas. El cambio de manos de un pago era frecuentemente solventado fuera del campo de batalla, mediante una compensación económica.
Áreas geográficas que en distintas épocas han formado parte de la Marca son Barcelona, Besalú, Cerdaña, Conflent, Ampurdán, Gerona, Jaca, Osona, Pamplona, Pallars, Peralada, Ribagorza, Rosellón, Sangüesa, Sobrarbe, Urgel y Vallespir.

## Evolución

La península ibérica entre el 1076 y el 1080. En otros momentos de este siglo también existieron las taifas de Tortosa y Lérida. El resto del campo de Tarragona y su ciudad fue conquistado por el conde de Barcelona en el 950, aunque se mantuvo despoblado. A partir de ese momento la frontera se fue acercando y retrocediendo hacia Lérida y Tortosa.

Durante el siglo IX, los condados carolingios se fueron consolidando y sus gobernantes adquirieron una autonomía creciente, a medida que el Imperio carolingio entraba en crisis a causa de las divisiones internas. Algunos de estos condados iniciaron políticas de acercamiento con los estados vecinos musulmanes y mantuvieron buenas relaciones con ellos.
La independencia de los condados occidentales respecto del rey Carlomagno se decidió en el fracaso de la toma de Saraqusta. El interés de Carlomagno en los asuntos hispánicos le movió a apoyar una rebelión en el valiato de la Marca Superior de al-Ándalus, de Sulaymán al-Arabi, valí de Barcelona, que pretendía alzarse a emir de Córdoba con el apoyo de los francos, a cambio de entregar al emperador franco la plaza de Saraqusta.
Carlomagno llegó en el año 778 a las puertas de la ciudad. Sin embargo, una vez allí, el valí de Zaragoza Husayn se negó a franquear la entrada al ejército carolingio. Debido a la dificultad que supondría un largo asedio a una plaza tan fortificada, con un ejército tan alejado de su centro logístico, desistió.
El 15 de agosto de 778, camino de vuelta a su reino por el paso de Roncesvalles, entre el collado de Ibañeta y la hondonada de Valcarlos, Carlomagno con el más poderoso ejército del siglo VIII, tras reducir a ruinas la capital de los vascones, Pamplona, aliados de los Banu Qasi, sufrió una contundente emboscada por partidas de nativos vascones, probablemente instigados por los fieles a los hijos de Sulayman: Aysun y Matruh ben Sulayman al-Arabí, quienes provocaron un descalabro general en la retaguardia del ejército, mandada por su sobrino Roldán, a base de lanzarles rocas y dardos. La Chanson de Roland inmortalizó el evento de la batalla de Roncesvalles. (Véase: Reino de Navarra).
El valí de Barcelona Sulayman ben al-Arabí, junto a otros valíes contrarios a Abderramán I, buscó la ayuda de Carlomagno para contrarrestar el poder del emirato en 777. El acuerdo no prosperó y Sulayman, que marchaba junto a sus tropas a unirse a las fuerzas rebeldes al emir y al ejército de Carlomagno, fue capturado por este frente a Saraqusta como traidor. Durante la batalla de Roncesvalles fue liberado por el ejército combinado de vascones y musulmanes y retornado a Zaragoza. Sulaymán envió a su hijo Matruh a controlar Barcelona y Gerona. A la muerte de su padre en 780, Matruh dispuso Barcelona a favor del emirato de Córdoba, al que ayudó sitiando Zaragoza en 781.
Hacia el año 748, Musa ibn Fortún se casó con Oneca y fueron padres, entre otros, de Musa ibn Musa. Oneca había estado casada anteriormente con el vascón Íñigo Jiménez de la Dinastía Jimena y era la madre de Íñigo Arista, que más tarde sería el primer rey de Pamplona, lo cual convertía en hermanastros a Íñigo Arista y Musa II.
En el 785 se entregó sin lucha Gerona, fundando Carlomagno el condado de Gerona y estableciendo una primera línea fronteriza a lo largo del río Ter, con fortalezas como la de Roda de Ter.
En 789 el valí Husayn de Zaragoza se subleva de nuevo y toma el control de Zaragoza y Huesca (Wasqa). A la muerte de Matruh en 792, tomó el poder de Barcelona Sadun al-Ruayni. Sadun viajó a Aquisgrán, capital del imperio carolingio, en 797 para solicitar de nuevo ayuda al emperador contra el Emirato de Córdoba, entonces bajo el control de Al-Hakam I. A cambio ofreció Madinat Barshiluna. Carlomagno envió a su hijo Ludovico Pío que, junto a otros nobles, pretendía tomar Barcelona pacíficamente, ya en otoño de 800. Sadun no cumplió su palabra y se negó a entregar la ciudad, por lo que los francos la atacaron. El asedio fue largo y Sadun escapó en busca de la ayuda de Córdoba. Fue capturado, y tomó el poder Harun, último valí de Madinat Barshiluna. Partidario de seguir defendiéndose del ataque franco, fue destituido por sus allegados y entregado a los francos, probablemente el 3 de abril de 801. Ludovico Pío avanza hasta Tortosa. En 804 y en 810 fracasan dos expediciones para la toma de Tortosa y la contraofensiva islámica le hace retroceder hasta el Llobregat.
El Imperio carolingio se disgregó pocas décadas después, tras la muerte del hijo de Carlomagno, Luis I el Piadoso o Ludovico Pío. Los tres hijos de este (Carlos, Lotario y Luis) se repartieron el imperio mediante el Tratado de Verdún (843). La Marca Hispánica correspondió a Carlos, apodado «el Calvo». Además de sus conflictos con sus hermanos, hubo de afrontar las invasiones normandas entre 856 y 861 en su territorio.
La costa mediterránea, cuajada desde antiguo de torres de vigía contra la piratería berberisca, sufre a partir del 858 el ataque de los normandos, que suben por el Ebro desde Tortosa, lo remontan hasta el reino de Navarra, dejando atrás las inexpugnables ciudades de Zaragoza y Tudela, suben luego por su afluente, el río Aragón, hasta encontrarse con el río Arga, el cual también remontan, llegan hasta Pamplona y la saquean, raptando al rey navarro. Y lo mismo hacen en Orihuela, remontando el Segura.
El 16 de junio de 877, Carlos el Calvo firmó la capitular de Quierzy, con la que se pretendía regular la buena marcha del imperio, estableciendo la heredad de los principados y cargos condales. Esta disposición favoreció el proceso de los condados de la Marca Hispánica hacia su independencia de facto a finales del siglo IX.

## Orígenes de los condados

Los condados de la Marca Hispánica.

Tras la conquista musulmana de la península ibérica, los condados que posteriormente formarían el Reino de Aragón (Aragón, Sobrarbe y Ribagorza, de occidente a oriente), se constituyeron como marcas carolingias al frente de las cuales se ponía un marqués o gobernador franco. Sin embargo, el estatus del condado de Sobrarbe permanece sin aclarar, pues el islam controlaba la ciudad más importante de este territorio, Boltaña, y las rutas comerciales que atravesaban los Pirineos desde el territorio de Sobrarbe. No parece que hubiera, en los primeros tiempos, ninguna comunidad cristiana significativa.
Sí hubo, en cambio, creación de monasterios, cultivo de tierras de labor y actividad ganadera en el núcleo primitivo de Aragón y en Ribagorza. El condado de Aragón se articulaba en torno al río Aragón, desarrollándose en los valles de Ansó, Hecho, Aisa y Canfranc y cuyo centro eclesiástico y cultural era el monasterio de San Pedro de Siresa y, más tarde, la ciudad de Jaca.
A fines del siglo VIII, los cristianos montañeses fueron dominados por el poder carolingio y, al frente del primigenio Aragón, pusieron a un conde franco llamado Aureolo. A su muerte en 809 fuerzas de la cora Harkal-Suli, división administrativa del emirato de Córdoba que comprendía aproximadamente la actual provincia de Huesca, ocuparon fugazmente el condado de Aragón. Pero no mantendrían ni un año este dominio, pues en 810 el conde autóctono Aznar I Galíndez, posiblemente alzado al poder con el apoyo del rey de Pamplona Íñigo Arista, obtuvo de nuevo el condado. Posteriormente fue expulsado de estas tierras por García Galíndez «el Malo», aunque como compensación obtuvo el gobierno de los condados de Urgel y Cerdaña. Con todo, Aznar I Galíndez estableció una dinastía condal hereditaria en Aragón desde la primera década del siglo IX, puesto que su hijo Galindo Aznárez I (o Galindo Aznar), gobierna el condado de Aragón desde los años 830 hasta mediados o finales de la década de 860, poder que se extendió también al condado de Pallars. El condado, liberado de la dependencia de los francos, quedó sin embargo bajo la influencia del reino de Pamplona. A pesar de ello, el condado aragonés logró preservar su identidad social y administrativa.
Sobrarbe era un territorio sometido a la autoridad del valí de Huesca desde la ciudad de Boltaña, la ciudad fortificada de Alquézar y, en última instancia, desde Barbastro, el núcleo urbano y comercial más importante de la zona. De todos modos, a partir del 775, está documentado Blasco de Sobrarbe como señor de las tierras más septentrionales de este territorio para, poco después, integrar esta comarca norteña a los dominios del conde de Aragón. Ya a comienzos del siglo X pasa a unirse al condado de Ribagorza tras el matrimonio de Bernardo Unifredo con Toda Galíndez, hija de Galindo II Aznárez, dotada con el condado de Sobrarbe.

La incorporación de Ribagorza a la Marca Hispánica del Reino de Los Francos debió de ser solicitada a Carlomagno por los propios ribagorzanos (al menos eso es lo que se desprende, al menos respecto del  valle de Benasque, de la parte que parece ser no falsa del documento, de finales del s. XI, conocido como Canónica de San Pedro de Taberna, el monasterio existente en aquella época en el valle de Seira). Desde el siglo IX (en una fecha comprendida entre los años 800-814) se constituye como un territorio cristiano articulado por los valles que forman el curso superior de  los ríos Ésera y su afluente el Isábena (en la cuenca del Cinca) y el  Noguera Ribagorzana (en la cuenca del Segre). Carlomagno incorporó este territorio al Reino de Aquitania y, dentro de este, lo puso bajo el gobierno directo de los sucesivos Condes de Tolosa (seguramente empezando por San Guillermo)  que nombrara el Emperador.  Como consecuencia de la crisis del condado tolosano, provocada por la violenta muerte del conde Bernardo II, el año 872, un noble carolingio,  Raimundo I de Ribagorza-Pallars,  hijo del conde Lope de Bigorre y que seguramente gobernaba Ribagorza y Pallars por delegación condal se independizó de facto, no nominalmente,  del Sacro Romano Imperio (dejando de asistir a la Asamblea Anual carolingia) y como conde independiente inició una dinastía condal propia que ya en propia vida dividió de hecho en dos ramas (que confirmaría en su testamento): dos de sus hijos gobernarían bajo título condal el Condado independiente de Ribagorza y otros dos harían lo propio en el de Pallars; un quinto hijo sería Obispo de Ribagorza, Pallars y el Valle de Arán, un obispado que quiso crear Raymond a fin de desligar sus territorios de la dependencia del Obispado de Urgell que había dispuesto ex novo Carlomagno en un precepto hoy desaparecido pero datable entre los años 800-814 (incluso la legalidad de esa dependencia y la existencia de ese documento hoy está en duda habida cuenta el reciente descubrimiento de la falsedad del Acta de Consagración de Catedral de Urgell, que consagraba esa dependencia).  A finales del siglo IX siguió el ejemplo de Raymond el conde Wifredo el Belloso. Orígenes de los condados catalanes

Europa a la muerte de Carlomagno.

Inmediatamente después de la conquista carolingia, en los territorios dominados por los francos, se encuentra la mención de unos distritos político-administrativos —Pallars, Ribagorza, Urgel, Barcelona, Gerona, Osona, Ampurias, Rosellón— que reciben el nombre de condado, dentro del cual, como subdivisión, existen otras circunscripciones menores, el «pago» (pagus, en singular), como por ejemplo, Berga o Vallespir.
El origen de estos condados o pagos se remonta a épocas anteriores a los carolingios, tal como lo testimonia la frecuente coincidencia entre sus límites y los de los territorios de antiguas tribus íberas; como ejemplo, el condado de Cerdaña correspondía al pueblo de los ceretanos, el de Osona al de los ausetanos, y el pagus de Berga a los bergistanos o bergusis. En consecuencia estos territorios, forzosamente, deberían haber tenido alguna entidad política-administrativa en tiempos de los romanos y de los visigodos, aunque no se denominasen condados, ni hubiesen estado gobernados por condes en la época de los reyes de Toledo; en la monarquía visigoda, los condes, situados en jerarquía por debajo de los duques, la máxima autoridad provincial, gobernaban solo las ciudades, circunscribiéndose su autoridad exclusivamente al ámbito urbano, a menudo delimitado por murallas, que excluían el distrito rural dependiente de la ciudad. Por consiguiente, para organizar los territorios ganados al sur del Pirineo, los francos no crearon ninguna entidad, sino que se limitaron a conservar las ya establecidas por las tradiciones administrativas de sus pobladores.
Inicialmente la autoridad condal recayó en la aristocracia local, tribal o visigoda, pero los intentos de convertir sus demarcaciones en señoríos hereditarios obligó a los carolingios a sustituirlos por condes de origen franco. De este modo, en Gerona, Urgel y Cerdaña hubieron de aceptar en el año 785 la autoridad franca que impuso el Imperio carolingio en estas marcas como baluarte contra la pujante expansión del emirato cordobés del poderoso Abderramán I, ya independizado de oriente. Asimismo, Carlomagno, que en esta época rivalizaba por el dominio de occidente con el Emirato de Córdoba, situó marqueses y consolidó su poder ocupando Ribagorza, Pallars, Cerdaña, Besalú, Gerona, Ausona y Barcelona donde estableció caudillos con prerrogativas militares para oponerse a las ofensivas musulmanas. A lo largo de todo el siglo IX los condados hispánicos dependerán del emperador carolingio.
Los condados pirenaicos orientales que a partir del siglo XIII constituirían una entidad con una idiosincrasia común llamada Cataluña no solo dependían administrativamente del Imperio carolingio, sino también desde el punto de vista eclesiástico. El poder religioso en estos condados dependió del arzobispado carolino de Narbona durante más de cuatrocientos años entre los siglos VIII y mediados del XII, cuando en 1154 el papa Anastasio IV otorgaba a la sede tarraconense el título de metropolitana. Todo ello pese a los intentos en este periodo de restaurar un arzobispado propio similar al que tuvo el Reino visigodo en Tarragona de Sclua (fines del IX) o Cesareo, que quiso restaurar el arzobispado en Vich en 970 sin conseguirlo. De tal modo que la Marca Hispánica dependía tanto del poder civil, como del poder religioso franco.
En todo caso, el territorio de la Marca Hispánica se estabilizó durante todo el siglo IX en una frontera entre el Reino de Carlomagno y la Marca Superior andalusí delimitada por las sierras de Boumort, Cadí, Montserrat y Garraf.

Condados pirenaicos procedentes de la Marca Hispánica de Carlomagno.

El siglo X viene marcado por la fragmentación política de los condados orientales, aunque se va afirmando progresivamente la hegemonía del conde de Barcelona, que desde principios del siglo ya controla también el de Osona y el de Gerona (como mínimo desde 908). Es el siglo X el del esplendor político y militar del Califato de Córdoba, por lo que el condado de Barcelona y el condado de Osona se mantuvieron a la defensiva durante toda esta época; no obstante Almanzor atacó Barcelona en el año 985 y la mantuvo en estado de sitio durante más de una semana, para finalmente saquear la capital condal.
Solo con la desmembración del califato cordobés, los condados de Urgel y de Barcelona pudieron pasar a la ofensiva y, como el resto de los estados cristianos, iniciar una expansión de su territorio mediante repoblación de tierras y conquistas militares con el apoyo financiero del cobro de parias a las taifas andalusíes a cambio de compromisos de no agresión.
Con el tiempo, los lazos de dependencia de los condados respecto de la monarquía franca se fueron debilitando. La autonomía se consolidó al afirmarse los derechos de herencia entre las familias condales. Esta tendencia fue acompañada de un proceso de unificación de los condados hasta formar entidades políticas más amplias.
El conde Wifredo el Velloso representó esta orientación. Su gobierno coincidió con un periodo de crisis que llevó a la fragmentación del Imperio carolingio en principados feudales. A partir de entonces, los feudos francos se transmitieron por herencia y los reyes francos simplemente sancionaron la transmisión. Wifredo fue el último conde de Barcelona designado por la monarquía franca y el primero que legó sus estados a sus hijos. Consiguió reunir bajo su mando una serie de condados pero no los transmitió unidos en herencia a sus hijos. Conde de Urgel y Cerdaña en 870, recibió en el año 878 los condados de Barcelona, Gerona y Besalú de los reyes carolingios. A su muerte en 897, la unidad se rompió, pero el núcleo formado por los condados de Barcelona, Gerona y Osona se mantuvo indiviso. De esta forma, se crea la base patrimonial de la casa condal de Barcelona, lo cual ha sido considerado por sectores de la historiografía catalana como el inicio de la independencia de la Marca Hispánica de estos condados, que se aglutinarían en el siglo XIV en el Principado de Cataluña.
Los condes que sucedieron a Wifredo al frente del condado de Barcelona mantuvieron su lealtad a los carolingios, incluso frente a los intentos de diversos usurpadores de ocupar el trono franco. Así, durante el reinado de Carlos el Simple se mantuvo la cronología según sus años de reinado en los documentos del condado, pero esta costumbre se interrumpió durante el gobierno de Raúl de Borgoña, y volviendo posteriormente a ser restaurada con el retorno de los carolingios al poder con Luis de Ultramar en 936. De todos modos, no consta que el conde Suñer I fuese a rendirle homenaje personalmente ni que le jurase fidelidad, aunque sí acudieron diversos clérigos y magnates del condado.
En el 985 Barcelona, entonces gobernada por el conde Borrell II, es atacada e incendiada por Al-Mansur que la saquea el 6 de julio, tras ocho días de asedio. El conde se refugia entonces en las montañas de Montserrat, en espera de la ayuda del rey franco, pero no aparecen las tropas aliadas, lo que genera un gran malestar. En el año 988, aprovechando la sustitución de la dinastía Carolingia por la dinastía Capeta, no consta que el conde de Barcelona Borrell II prestase el debido juramento de fidelidad al rey franco, pese a que este se lo requirió por escrito. Este acto es generalmente interpretado como el punto de partida de la independencia de hecho del condado de Barcelona.

## Vivir en la frontera

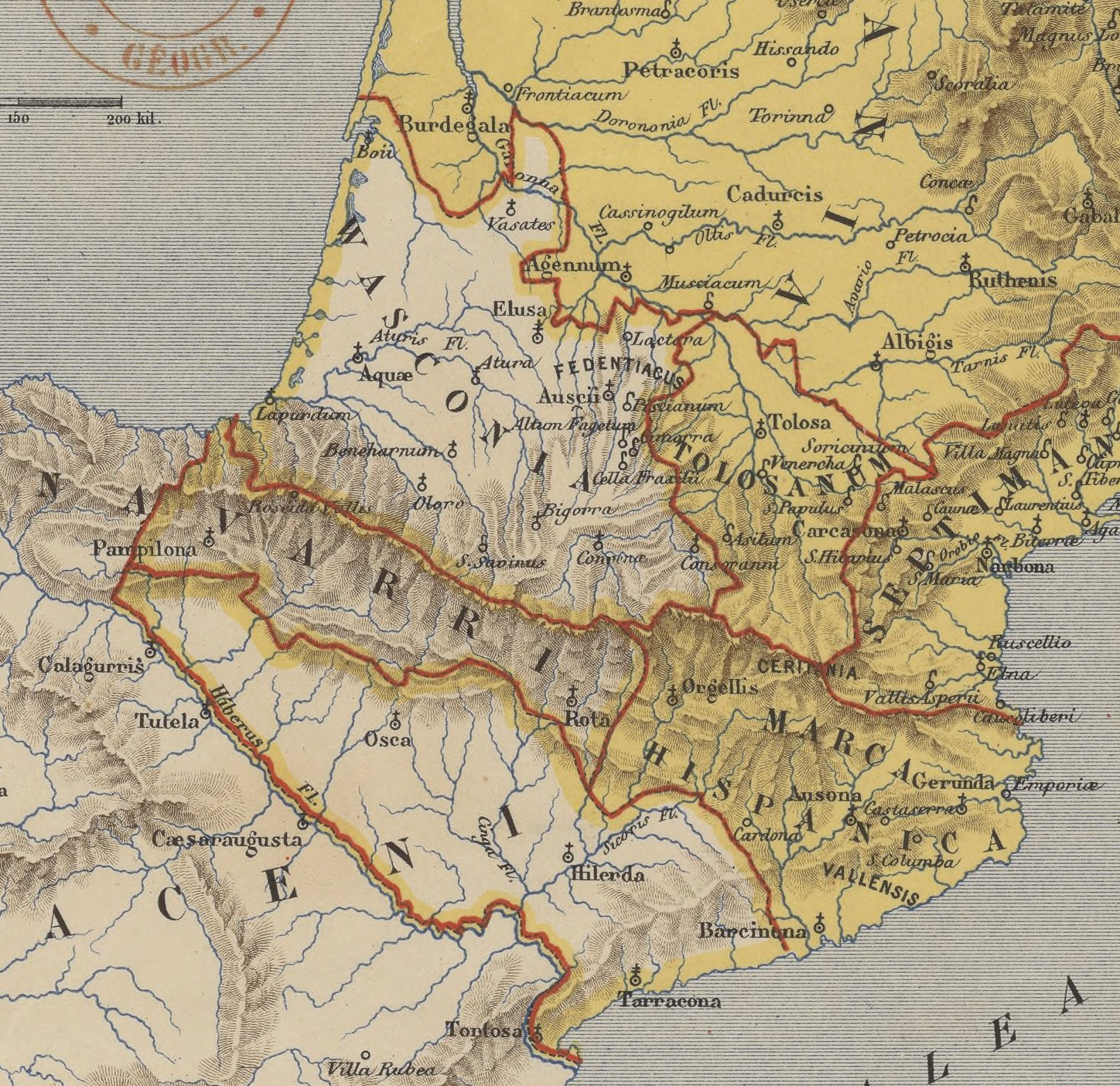
Mapa de la Marca española, Navarra y Vasconia en 806.

En el siglo X no había una delimitación precisa entre un lado y otro de lo que hoy llamaríamos «frontera» que separaba los condados de la Marca Hispánica de al-Ándalus. Por una parte, la separación entre los distintos territorios era imprecisa y no se trataba de un área despoblada, sino que en ella había algunos pobladores de obediencia incierta. Por otra parte, a cada lado había habitantes que estaban sometidos a autoridades civiles y religiosas cuya sede se encontraba en el bando opuesto.
La franja de separación entre los dominios cristianos y musulmanes tampoco tenía una extensión uniforme. En las proximidades de Lérida y Balaguer, esta franja era más estrecha, en parte por la potencia de estos dos enclaves musulmanes y en parte por la supervivencia de comunidades cristianas que debían de mantener una importante relación con sus correligionarios del otro lado de la frontera. En cambio, era mucho más amplia al sudoeste de Barcelona, donde a lo largo del siglo fueron apareciendo castillos que, a su vez, atraían a nuevos pobladores. Estos castillos, que solían situarse en lo alto de cimas u otros puntos con gran visibilidad, iban configurando una red que respondía a un proyecto tanto de defensa como de dominación del territorio circundante. En cambio, en los valles y llanuras se multiplicaban los edificios de carácter religioso, los cuales constituían una segunda red territorial, promovida por abades, obispos y magnates, y que indican la multiplicación de los núcleos de población.

## Desaparición

El imperio almorávide.

Con la disgregación del califato de Córdoba a inicios del siglo XI, quedó en manos de las taifas fronterizas la defensa del territorio bajo dominio musulmán frente a los reinos y condados que habían configurado la Marca Hispánica y que, liberados de su dependencia de la monarquía franca, se mostraban cada vez más ansiosos por ampliar sus dominios. Para ello, los gobernantes de las taifas no dudaron en recurrir a tropas mercenarias cristianas. Así, probablemente fue en la batalla de Graus (1063) donde Rodrigo Díaz de Vivar, conocido como El Cid Campeador, Mio Cid o simplemente El Cid (del árabe dialectal سيد, sīd, «señor»), peleó por primera vez, como caudillo de sus mesnadas mercenarias a las órdenes del rey taifa de Zaragoza Al-Muqtadir, quien de todos modos, a su muerte, y como ya había hecho su padre, volvió a dividir el reino al entregar a su hijo Al-Mutamin Zaragoza y la zona occidental, y a su hijo Al-Mundir, Lérida, Tortosa y Denia.
Por su parte, el rey Ramiro I de Aragón ya había intentado repetidas veces apoderarse de las ciudades islámicas de Barbastro y Graus, lugares estratégicos que formaban una cuña entre sus territorios. Barbastro era la capital del distrito nororiental de la Taifa de Zaragoza y esta localidad acogía un importante mercado.
En 1063 Ramiro I sitió Graus, pero Al-Muqtadir en persona, al frente de un ejército que incluía un contingente de tropas castellanas al mando de Sancho II de Castilla, hermano de Alfonso VI de León, que contaba entre sus huestes con un joven castellano llamado Rodrigo Díaz de Vivar, consiguió rechazar a los aragoneses, que perdieron en esta batalla a su rey Ramiro I. Poco duraría el éxito, pues el sucesor en el trono de Aragón, Sancho Ramírez, con la ayuda de tropas de condados francos ultrapirenaicos y en unión con Armengol III, conde de Urgel, que murió en la reyerta, tomó Barbastro en 1064 en lo que se considera la primera llamada a la cruzada conocida.
Al año siguiente, Al-Muqtadir reaccionó solicitando la ayuda de todo al-Ándalus, llamando a su vez a la yihad y volviendo a recuperar Barbastro en 1065. Este triunfo permitió a Al-Muqtadir tomar el sobrenombre honorífico de Billah («El poderoso gracias a Alá»), y Barbastro siguió en manos de la Taifa de Zaragoza hasta que Armengol IV, conde de Urgel, la volviera a conquistar, ya bajo el reinado de Al-Musta'in II.
La llegada de los almorávides representó un freno temporal a esta expansión: derrotaron a Alfonso VI de León en la batalla de Zalaca o Sagrajas de 1086 y se apoderaron de los reinos de taifas. Los protegieron de los cristianos y ayudaron a su economía con la introducción de una nueva moneda, pero su ocupación militar causaba un creciente desagrado. En 1090 el imperio almorávide reunificó las taifas como protectorados sometidos al poder central de Marrakech y destituyeron a todos los reyes de taifas excepto a Al-Mustaín, que conservó buenas relaciones con los almorávides, gracias a lo cual se mantuvo como reino fronterizo independiente, ya que, al constituir una avanzadilla de al-Ándalus frente a los cristianos, fue el único territorio que evitó la unificación almorávide.
Tras una tercera conquista islámica, Barbastro fue recuperada definitivamente en 1101 por el rey Pedro I de Aragón que, con el permiso del papa, la convirtió en sede episcopal, trasladando la sede desde Roda de Isábena.
Ya a principios del siglo XII, el conde Ramón Berenguer III (1082-1131) de Barcelona había incorporado a sus dominios el condado de Besalú (1111) (mediante alianza matrimonial), el de Cerdaña (1117 o 1118) (por herencia), y había conquistado parte del condado de Ampurias (entre 1123 y 1131). Más allá de los Pirineos, también controlaba el de Provenza (desde 1112), que al morir legó a su segundo hijo Berenguer Ramón. Otros condados, como Pallars, Urgel, Rosellón o Ampurias acabaron integrándose posteriormente, entre el último tercio del siglo XII y el siglo XIV, en la Corona de Aragón.
Ramón Berenguer IV el Santo a la muerte de su padre en 1131 recibió el Condado de Barcelona, mientras que su hermano gemelo Berenguer Ramón le sucede en Provenza. En agradecimiento al apoyo mostrado, en contra de los castellanos, Ramiro II de Aragón le ofreció a su hija Petronila, de un año de edad, en matrimonio. En el año 1137 se produjo en la ciudad uno de los acontecimientos históricos más relevantes: en el barrio del Entremuro se firmaron los esponsales entre el conde de Barcelona, Ramón Berenguer IV, y Petronila, hija de Ramiro II el Monje. La boda se celebró mucho más tarde, en el mes de agosto de 1150, en Lérida, que había caído en manos del propio Ramón Berenguer IV y del conde Ermengol VI de Urgel un año antes.
Ramiro depositó en su yerno el reino pero no su dignidad real, otorgada legítimamente a la casa de Aragón, por su antepasado Sancho III el mayor del reino de Navarra, firmando en adelante Ramón Berenguer como Conde de Barcelona y Príncipe de Aragón. Luego Ramiro renunció al gobierno, aunque no a su título de rey, pues seguía siendo el Señor Mayor de la Casa de Aragón en tanto que Alfonso no cumpliera la mayoría de edad y volvió al convento. De esta manera, Ramiro II, hijo del rey de Navarra Sancho Ramírez, cumplió la misión de salvar la monarquía y así también se uniría el Reino de Aragón con el Condado de Barcelona. En marzo de 1157 nacía en Huesca el primogénito de la pareja formada por Ramón Berenguer y Petronila, llamado como su padre: Ramón Berenguer, que reinará con el nombre de Alfonso II en honor a Alfonso I, y se convertirá en el primer rey de la Corona de Aragón.
La fecha en la que los condados catalanes se independizan formalmente de Francia es el 11 de mayo en 1258 con el tratado celebrado en Corbeil entre Jaime I de Aragón, el Conquistador y el rey de Francia Luis IX. En dicho tratado ambos reyes cedieron derechos sobre territorios, Jaime I sobre territorios occitanos y el francés sobre los condados catalanes, que pasaron a depender únicamente del monarca de la Corona de Aragón.
El estado de Andorra en los Pirineos y su historia proporcionan un típico ejemplo de los señoríos feudales de la región, siendo la única pervivencia actual de la Marca Hispánica.